# 郭劍橋
郭劍橋（Guo Jianqiao，1986年7月20日—），生於中國大陸，原籍中國大陸的香港前職業足球運動員，司職守門員。

## 球員生涯
郭橋劍生於中國，出身於長春亞泰青年軍，輾轉南下在深圳大學完成了4年的學位課程。2008年9月17日，郭劍橋以國援身份加盟香港甲組足球聯賽球隊愉園，當時他是前香港代表隊首席門將兼隊長范俊業的副手，首次踢正選便對傳統勁旅南華，雖然最終落敗但表現出眾屢救險球。2010年1月29日，由於大中門將宋濤在對四海流浪的衝突事件中被香港足總重罰停賽5場，所以決定羅致郭劍橋，2011年7月，郭劍橋加盟傑志，由於他加盟前曾離開香港超過九個月，所以傑志最初找他回來時都要計他為國援，待重新計算兩年過後才變成本地球員，於2013年2月24日以2–0擊敗屯門的聯賽首次正選上陣，並作出多次重要撲救。
2014年4月13日，傑志於足總盃8強與南華加時120分鐘後仍未分出勝負，最終在互射12碼階段傑志憑郭劍橋撲出南華兩球12碼成為贏波功臣，賽後獲傑志教練朱志光大讚。2015年4月25日，傑志於足總盃4強以0–0賽和YFC澳滌，雙方需要互射12碼分勝負，傑志在互射12碼階段亦兩度先射失，不過郭劍橋關鍵時候接連撲出對手12碼，帶領傑志以總比數5–4贏波而回晉級足總盃決賽。最終傑志在足總盃決賽以0–1不敵東方。2013年暑假，由於港甲將由10隊增至12隊，有好幾支球隊出高薪斟郭劍橋加盟，不過他表示在加盟傑志前上陣機會不多，那時郭劍橋仍是國援，許多對他有興趣的球隊都希望多等半年待他成為本地球員後再簽入，但當時傑志教練朱志光卻直接叫他到傑志幫忙，為報傑志的知遇之恩，結果不為高薪所動無條件與球隊續約，2017年5月4日，郭劍橋於足總盃決賽救出不少險球，其中下半場的關鍵撲救更是球隊奪冠關鍵，最終助球隊以2–1擊敗南華榮膺賽季「三冠王」，雖然至今仍持續收到來自其他球會的邀約，但郭劍橋卻堅持留在傑志任二號門將。

## 個人生活
郭劍橋是一個非常沉實及勤力的球員，練波態度可說是公認的好。有時教練安排他長期踢後備時，他無怨言之餘還努力地做到最好。
郭劍橋性格較為內斂，接受訪問時會以為普通話是他的主要語言，但實情他平日是說廣州話的，只是太過怕醜，怕說錯才突然改講普通話。
除了讀書外，郭劍橋還很希望成為守門員教練，由巴塞足球學校的年代，他已有協助培訓小門將。直至現在，他一有時間就會抽空幫手。

## 榮譽
傑志
- 香港超級聯賽冠軍（2014–15、2016–17、2017–18、2019–20、2020–21季度）
- 香港甲組足球聯賽冠軍（2011–12、2013–14季度）
- 香港聯賽盃冠軍（2011–12、2014–15季度）
- 香港足總盃冠軍（2011–12、2012–13、2014–15、2016–17、2017–18季度）
- 香港高級組銀牌冠軍（2016–2017季度）
- 香港菁英盃冠軍（2017–18、2019–20季度）
- 香港社區盃冠軍（2017年）

## 外部連結
- 香港足球總會網頁球員資料 （页面存档备份，存于）